# 6677 Renoir
6677 Renoir eller 3045 T-3 är en asteroid i huvudbältet som upptäcktes den 16 oktober 1977 av den nederländsk-amerikanske astronomen Tom Gehrels och det nederländska astronomparet Ingrid van Houten-Groeneveld och Cornelis Johannes van Houten vid Palomarobservatoriet. Den är uppkallad efter den franske målaren Auguste Renoir.
Asteroiden har en diameter på ungefär 18 kilometer.